# Centropyge potteri
Centropyge potteri là một loài cá biển thuộc chi Centropyge trong họ Cá bướm gai. Loài này được mô tả lần đầu tiên vào năm 1912.

## Từ nguyên
Từ định danh của loài được đặt theo tên của Frederick A. Potter, giám đốc đầu tiên của Thủy cung Waikiki, người đã trao tặng mẫu định danh của loài này cho Bảo tàng Lịch sử Tự nhiên Quốc gia Hoa Kỳ.

## Phạm vi phân bố và môi trường sống
C. potteri là một loài đặc hữu của quần đảo Hawaii và đảo Johnston. C. abei sống gần các rạn san hô và mỏm đá ngầm ở độ sâu từ 10 đến ít nhất là 138 m, nhưng cá con thường xuất hiện ở độ sâu nông hơn (khoảng 5 m).

## Mô tả
C. potteri có chiều dài cơ thể tối đa được biết đến là 12,7 cm. Đầu, một phần thân trước, ngực và bụng màu cam với các vằn màu xanh lam. Toàn bộ phần thân ở hai bên lườn có màu xanh thẫm với các vằn màu đen. Vây lưng, vây đuôi và vây hậu môn có các vạch đen với dải viền màu xanh ánh kim ở rìa. Vây ngực và vây bụng màu cam đến màu vàng tươi.

## Sinh thái học

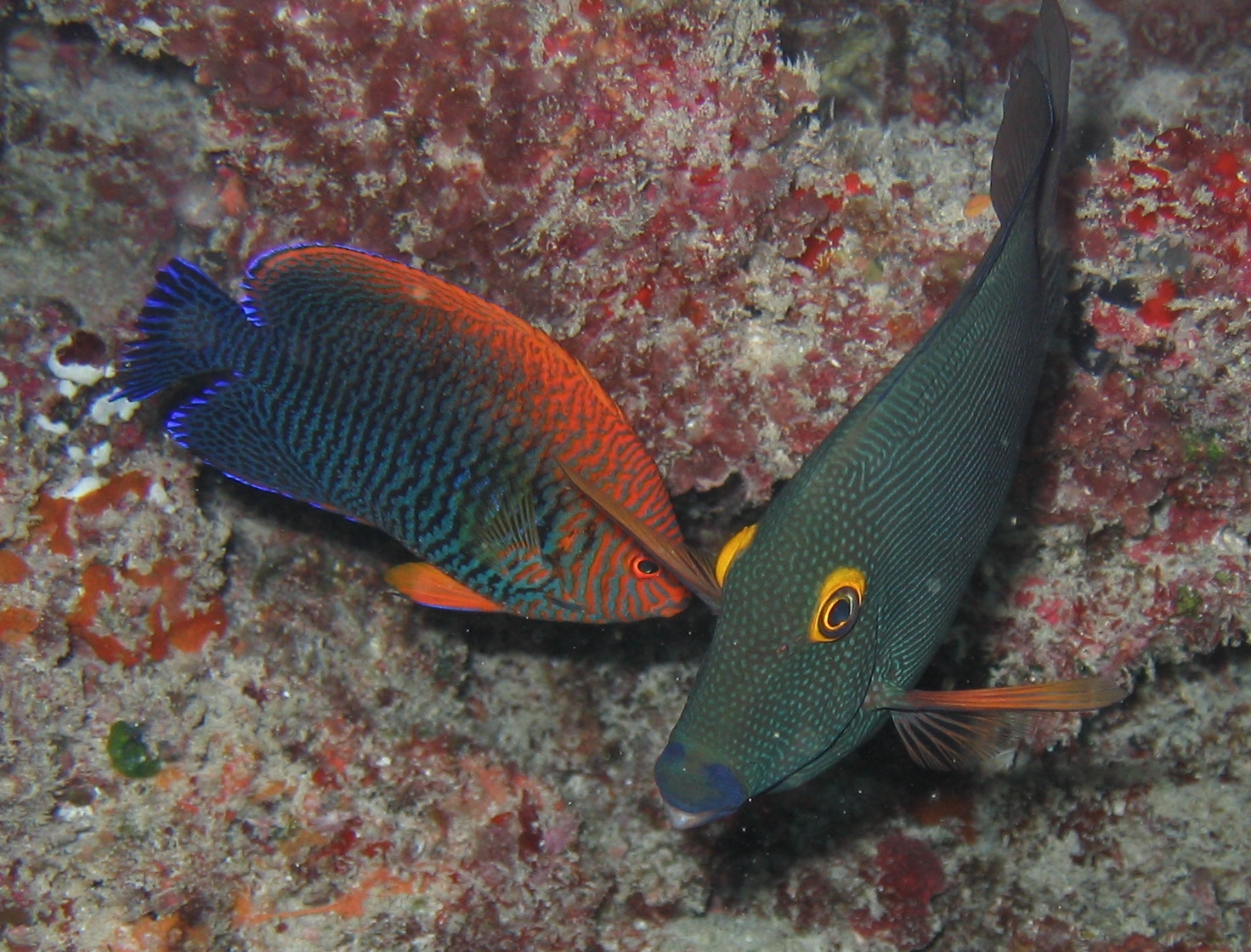
C. potteri và C. strigosus, hai loài cá đặc hữu của Hawaii và đảo Johnston

Thức ăn của C. potteri là tảo và mùn bã. Thời điểm sinh sản diễn ra từ tháng 12 đến tháng 6 năm sau. Chúng đẻ trứng vào lúc hoàng hôn, trước tuần trăng tròn.
C. potteri thường hợp thành một nhóm nhỏ, với một con cá đực trưởng thành thống trị những con cá cái trong hậu cung của nó. Nếu cá đực thống trị biến mất, con cá cái lớn nhất đàn sẽ chuyển đổi giới tình thành cá đực, một hành vi thường thấy ở nhiều loài Centropyge khác.
Những cá thể lai giữa C. potteri với hai loài Centropyge có cùng phạm vi là Centropyge fisheri và Centropyge loricula.
C. potteri là một loài có tầm quan trọng trong ngành thương mại cá cảnh.